# Южне (Керченський район)
Ю́жне (до 1948 — Джага́-Седжеву́т, крим. Cağa Secevüt) — село Керченського району Автономної Республіки Крим.
Відстань від райцентру до населеного пункта становить 69 кілометрів по прямій.